# Logi Már Einarsson
Logi Már Einarsson, islandski politik in arhitekt, * 21. avgust 1964.

## Izobraževanje
Študiral je arhitekturo na Šoli za arhitekturo in oblikovanje v Oslu. Leta 1992 je magistriral iz arhitekture. Po študiju se je vrnil v Akureyri, kjer je dve leti delal kot krajinski oblikovalec. Konec leta 2003 je skupaj z industrijskim oblikovalcem Ingólfurjem Freyrjem Guðmundssonom ustanovil arhitekturno in oblikovalsko podjetje Kollgáta. V med letoma 2010 in 2012 je predaval tudi na Univerzi v Reykjaviku. Trenutno je predsednik islandskega arhitekturnega združenja Arkitektafélag Íslands.

## Politična kariera
Logi je prvič kandidiral na parlamentarnih volitvah leta 2009 kot član stranke Socialdemokratska zveza. V mandatu med letoma 2009 in 2013 je bil petkrat nadomestni poslanec. Leta 2010 je postal član mestnega sveta v Akureyriju. Leta 2016 je postal podpredsednik stranke. Na parlamentarnih volitvah leta 2016 so doživela najhujši poraz v zgodovini stranke, posledično je odstopila takratna predsednica stranke Oddný G. Harðardóttir. Za predsednika stranke so ga izvolili 31. oktobra 2016. Marca 2018 je bil na kongresu ponovno izvoljen za vodjo stranke. Junija 2022 je napovedal, da bo oktobra odstopil s položaja vodje, njegovo mesto je zasedla Kristrún Frostadóttir.
Po zmagi njegove stranke na predčasnih volitvah leta 2024 je bil imenovan za ministra za kulturo, inovacije in šolstvo.

## Zasebno življenje
Poročen je z odvetnico in flavtistko Arnbjörg Sigurðardóttir. Imata dva otroka, Úlfur in Hrefna.